# Замок (Львовская область)
Замок (укр. Замок) — село в Добросинско-Магеровской сельской общине Львовского района Львовской области Украины.
Население по переписи 2001 года составляло 626 человек. Занимает площадь 15,78 км². Почтовый индекс — 80322. Телефонный код — 3252.